# TV Com Hem
Tv Com Hem är den första TV-kanalen från Com hem och är ett samarbete med TV4 News. Kanalen lanseras under januari 2012 och sänder dygnet runt. TV-kanalen sänder program från TV4 News, men också egenproducerade TV-program. TV-kanalen är tillgänglig för alla som har det digitala utbudet och grundutbudet hos Com hem.